# Сирмилик (национальный парк)
Национальный парк Сирмилик (англ. Sirmilik National Park, фр. Parc national Sirmilik) — национальный парк Канады, расположенный на северо-востоке канадской территории Нунавут. На языке инуктитут название парка означает место ледников (англ. place of glaciers).

## Физико-географическая характеристика

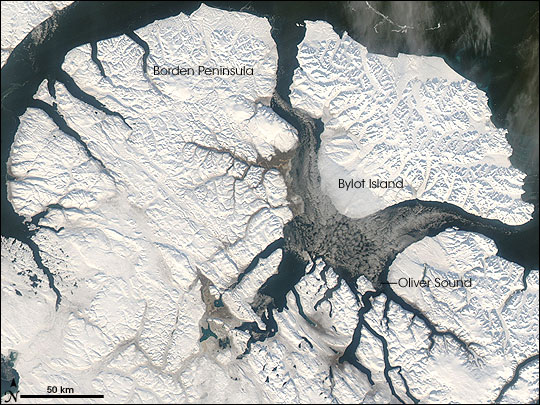
Карта, на которой отмечены три основные зоны парка.

Парк расположен на северной оконечности острова Баффинова Земля и представляет природные регионы Eastern Arctic Lowlands и Northern Davis. Парк разделён на четыре зоны: остров Байлот, полуостров Борден, залив Бэйллардж (Baillarge Bay) и залив Оливер. Среди различных частей парка расположен Понд-Инлет.
Остров Байлот расположен северо-восточнее острова Баффинова Земля, в месте где соединяются пролив Ланкастер и море Баффина. Понд-Инлет находится в 25 км южнее острова. Остров покрыт снежными полями и ледниками, океанский берег обрывистый. Юго-западная часть острова представляет собой тундру. Для острова характерно большое количество осадков.
Полуостров Борден представляет собой плато с широкими долинами рек. Залив Оливер представляет собой узкий фьорд, окружённый высокими ледниками и скалами. Залив находится южнее Понд-Инлет.
Пролив Ланкастер и расположенный рядом полуостров Борден являются отправной точкой Северо-Западного прохода.

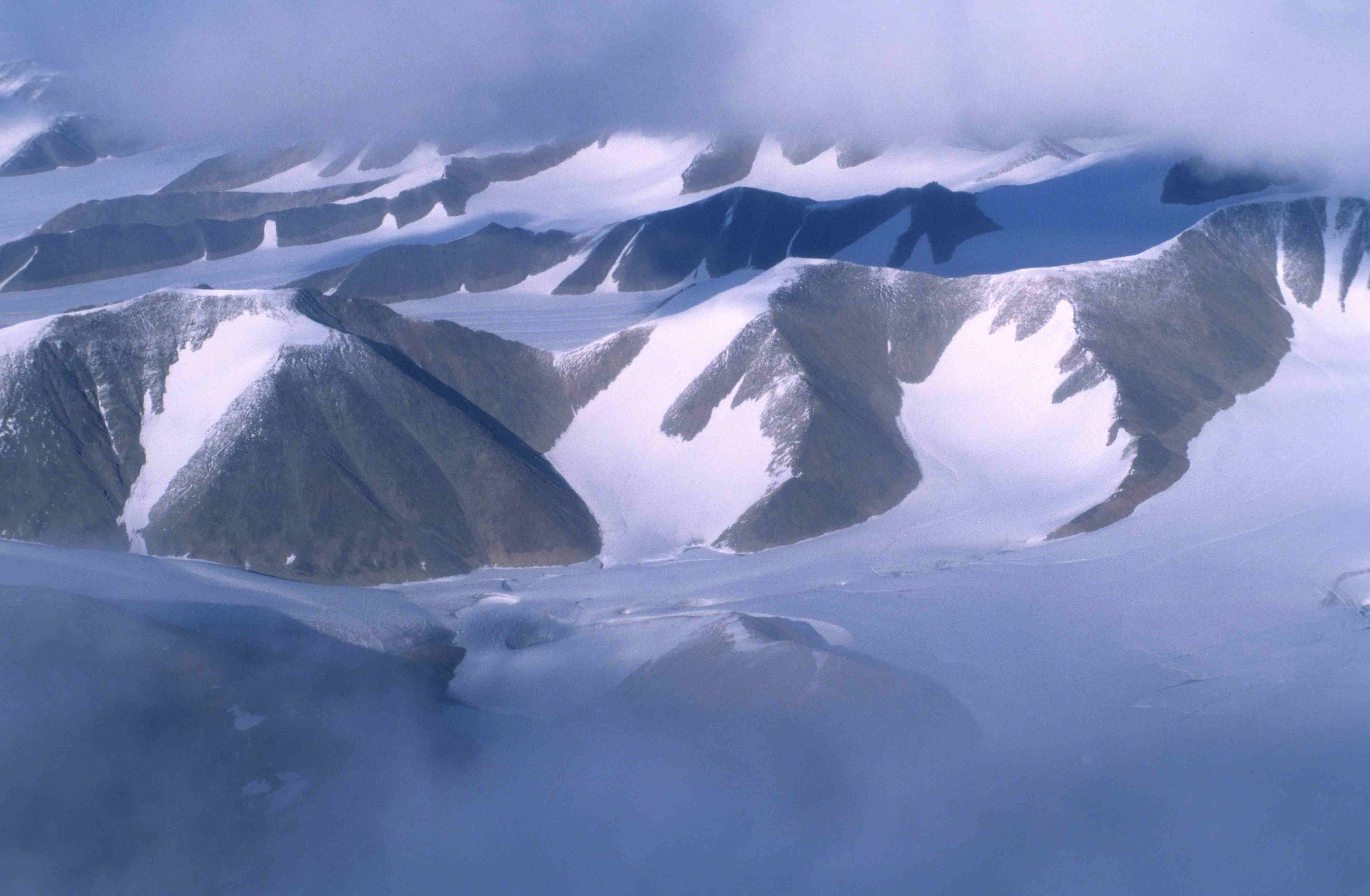
Горы Байам-Мартин
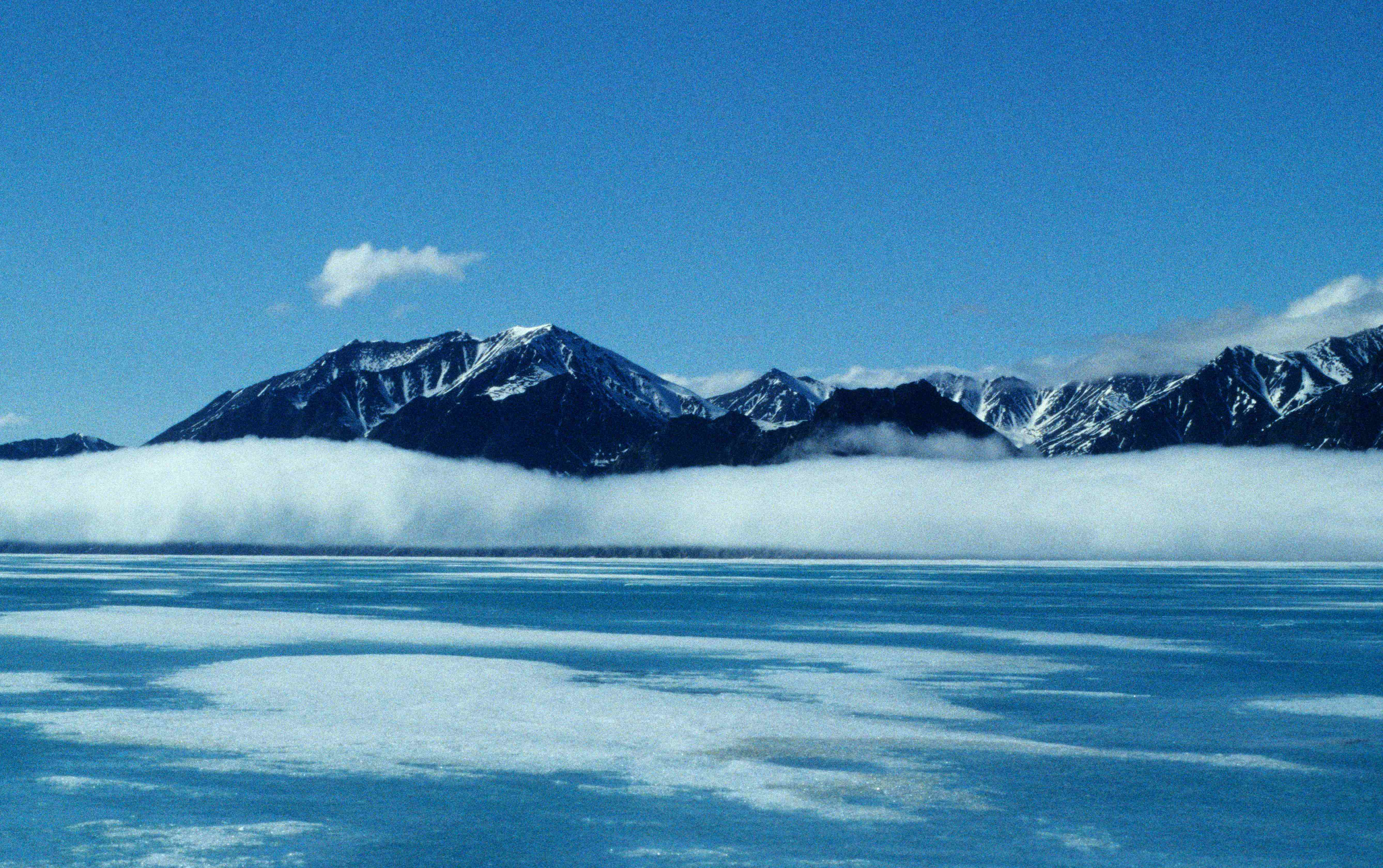
Остров Байлот
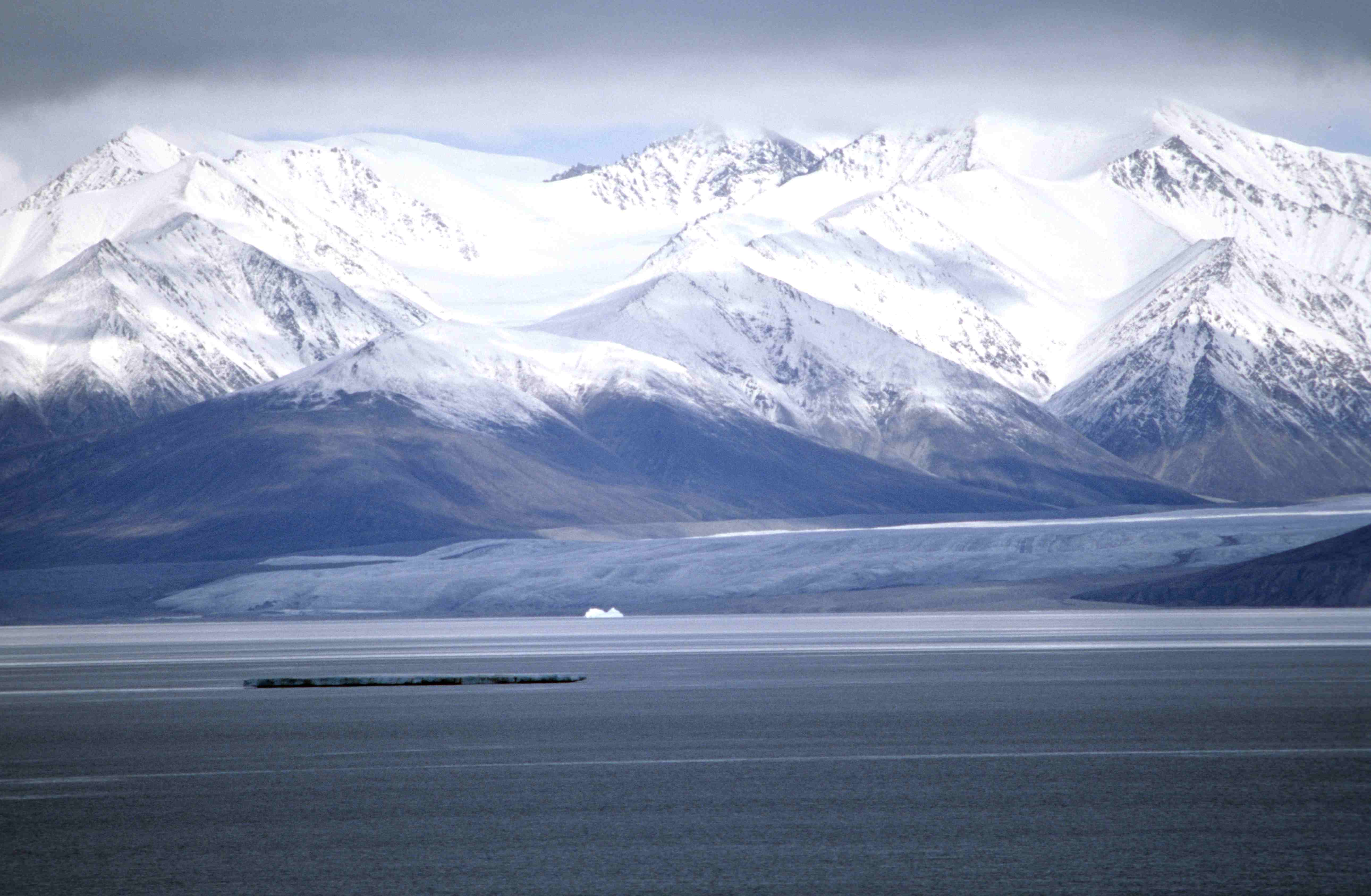
Ледник Сирмилик[англ.]

## Флора и фауна
На острове Байлот из-за большого количества осадков разнообразный растительный мир, представлено более 360 видов растений. Ещё в 1965 году на острове Байлот был основан птичий заповедник. В нём водится более 300 тысяч особей толстоклювых кайр (Uria lomvia) и 50 тысяч обыкновенных моевок (Rissa tridactyla), а также самая большая колония белых гусей в Канадском Арктическом архипелаге. Всего на острове обитает 74 вида птиц и 7 видов наземных млекопитающих. Мониторинг птиц и другие исследования острова ведутся с помощью университета Лаваля.
Помимо этого, на территории национального парка обитают олени карибу, песцы, волки, полярные зайцы и белые медведи, а в прибрежных водах — гренландский кит, белуха, нарвал, котик и морж.

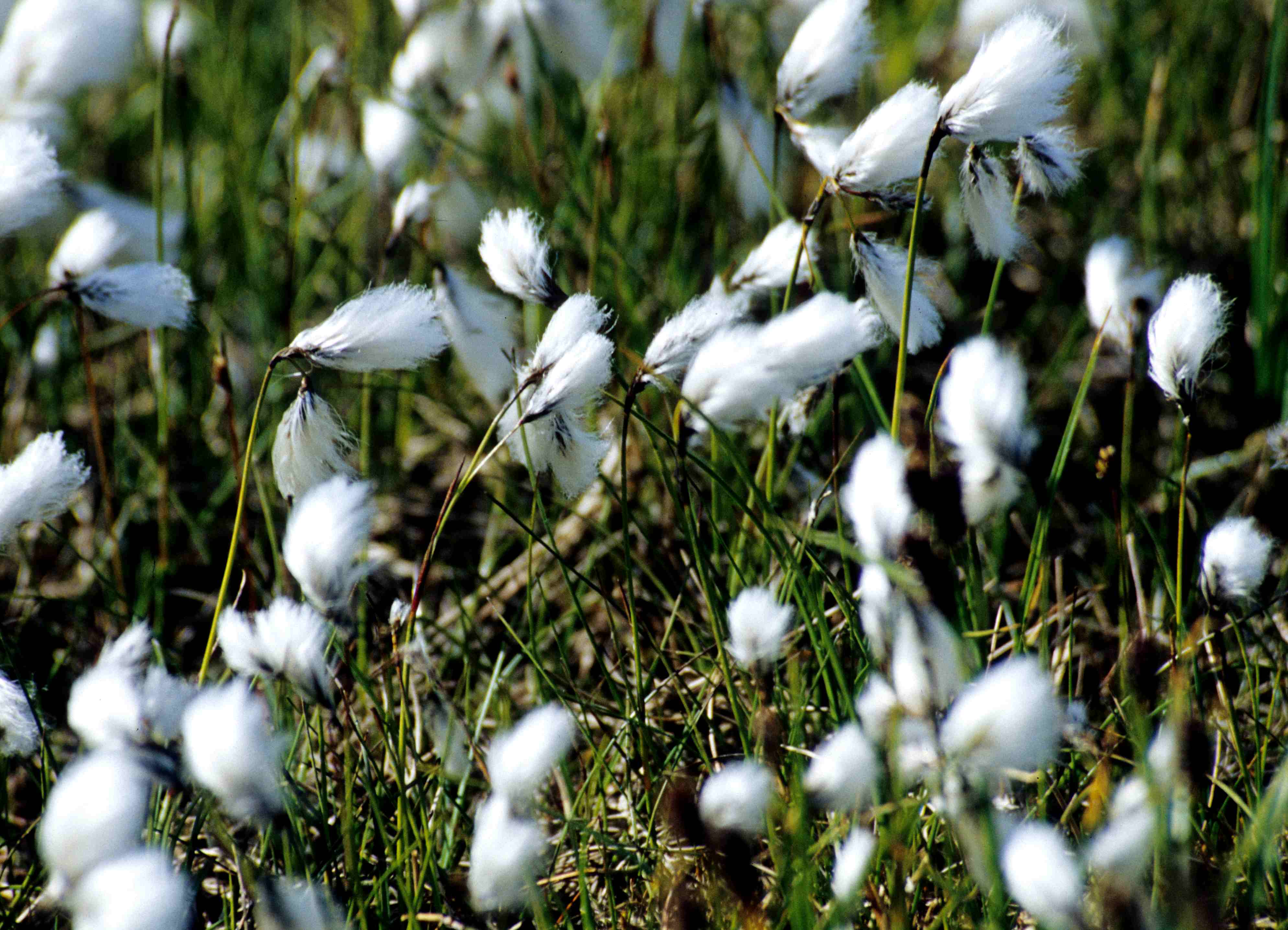
Eriophorum angustifolium
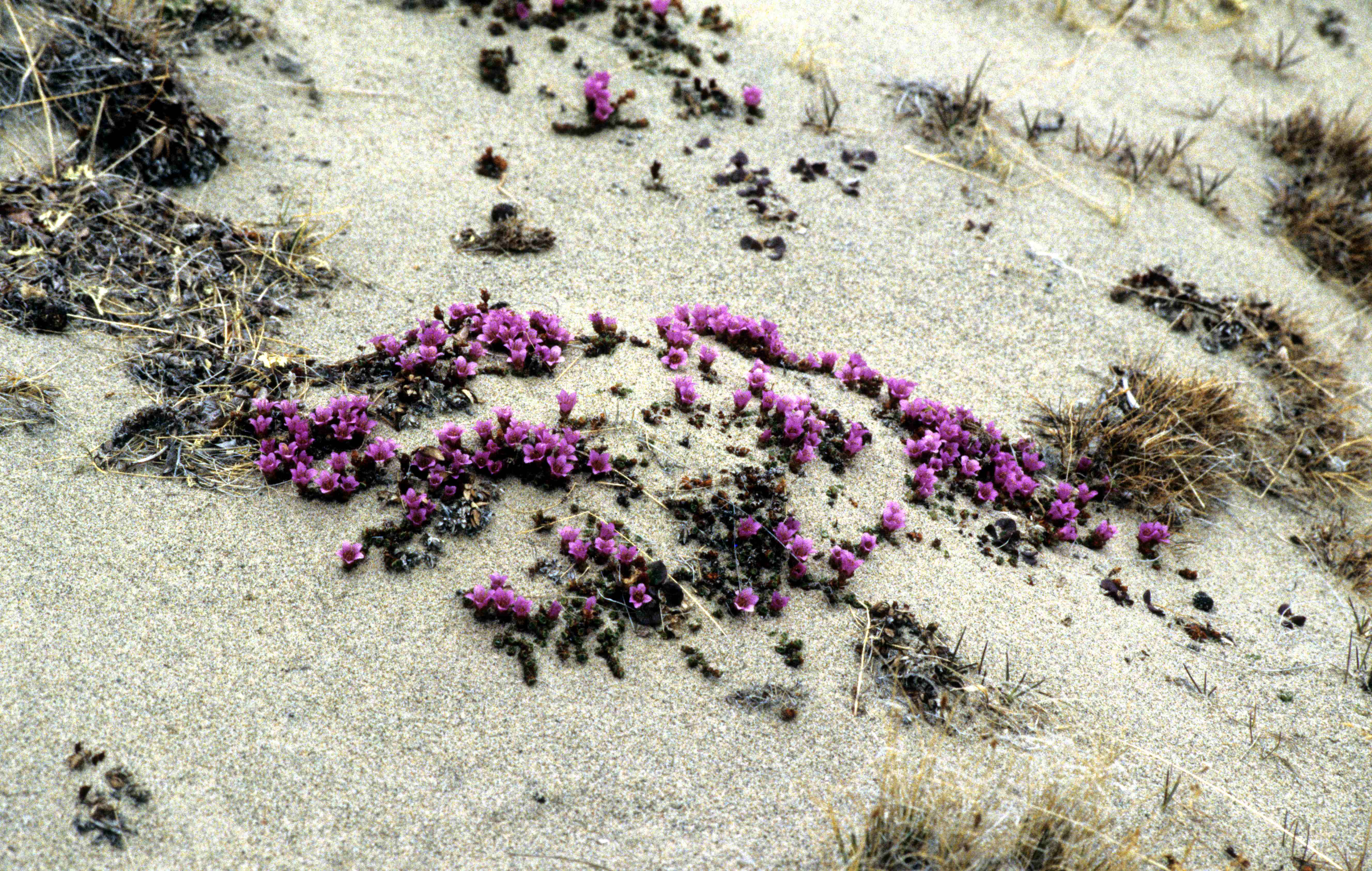
Saxifraga oppositifolia
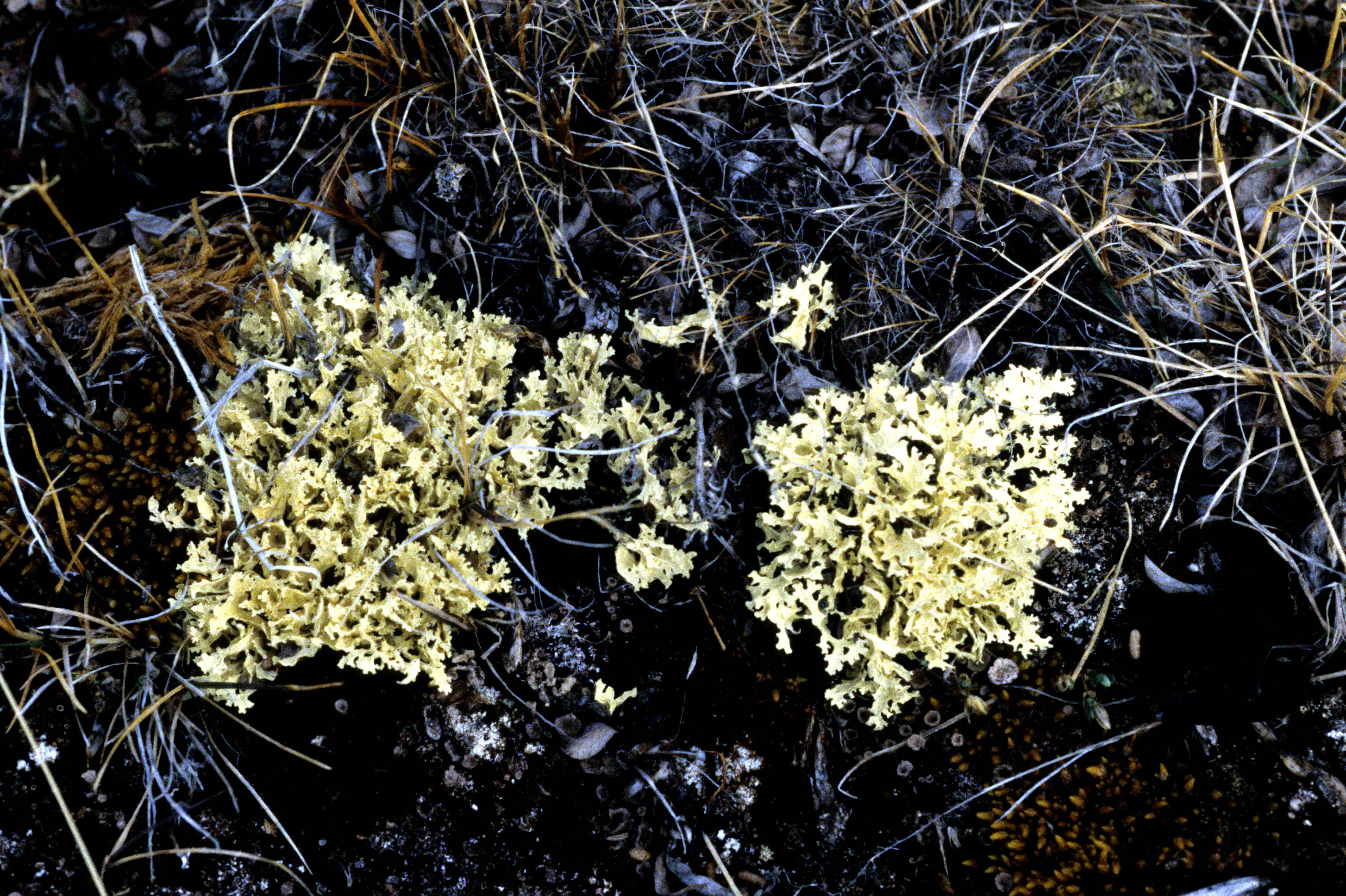
Flavocetraria nivalis